# منطقة فيديشا
فيديشا رمزها «VI» (بالإنجليزية: Vidisha)‏ ، هو تقسيم إداري لدولة الهند تتبع ولاية مدية برديش (بالإنجليزية: Madhya  Pradesh)‏ ، مركزها هو مدينة فيديشا (بالإنجليزية: Vidisha)‏ عدد سكانها حسب تعداد سنة 2001 هو 1,214,759 ، مساحتها 7,362 كم² وكثافة السكان 165 لكل كم² .